# St. Michael (Berrendorf)

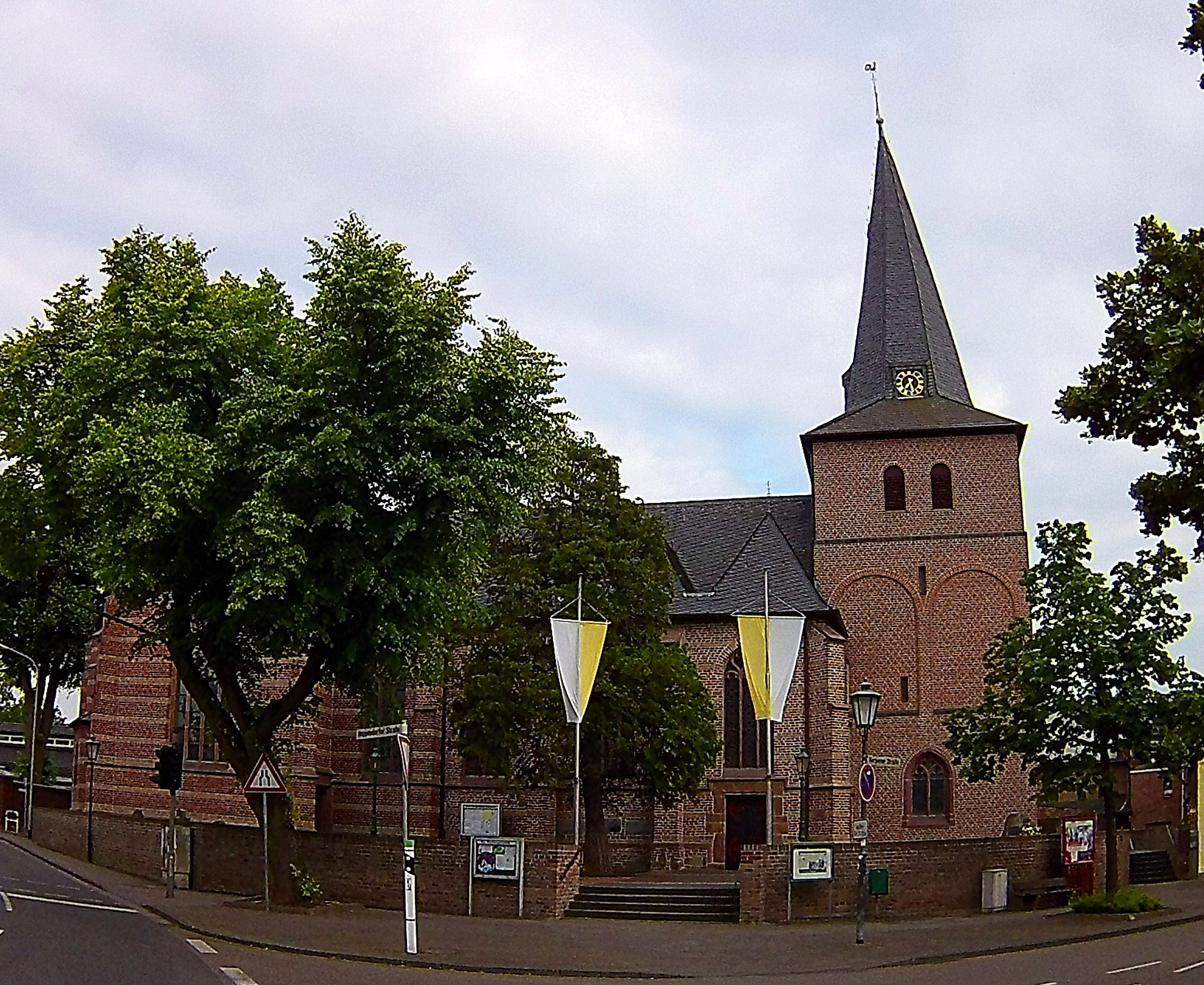
St. Michael (Nordseite)

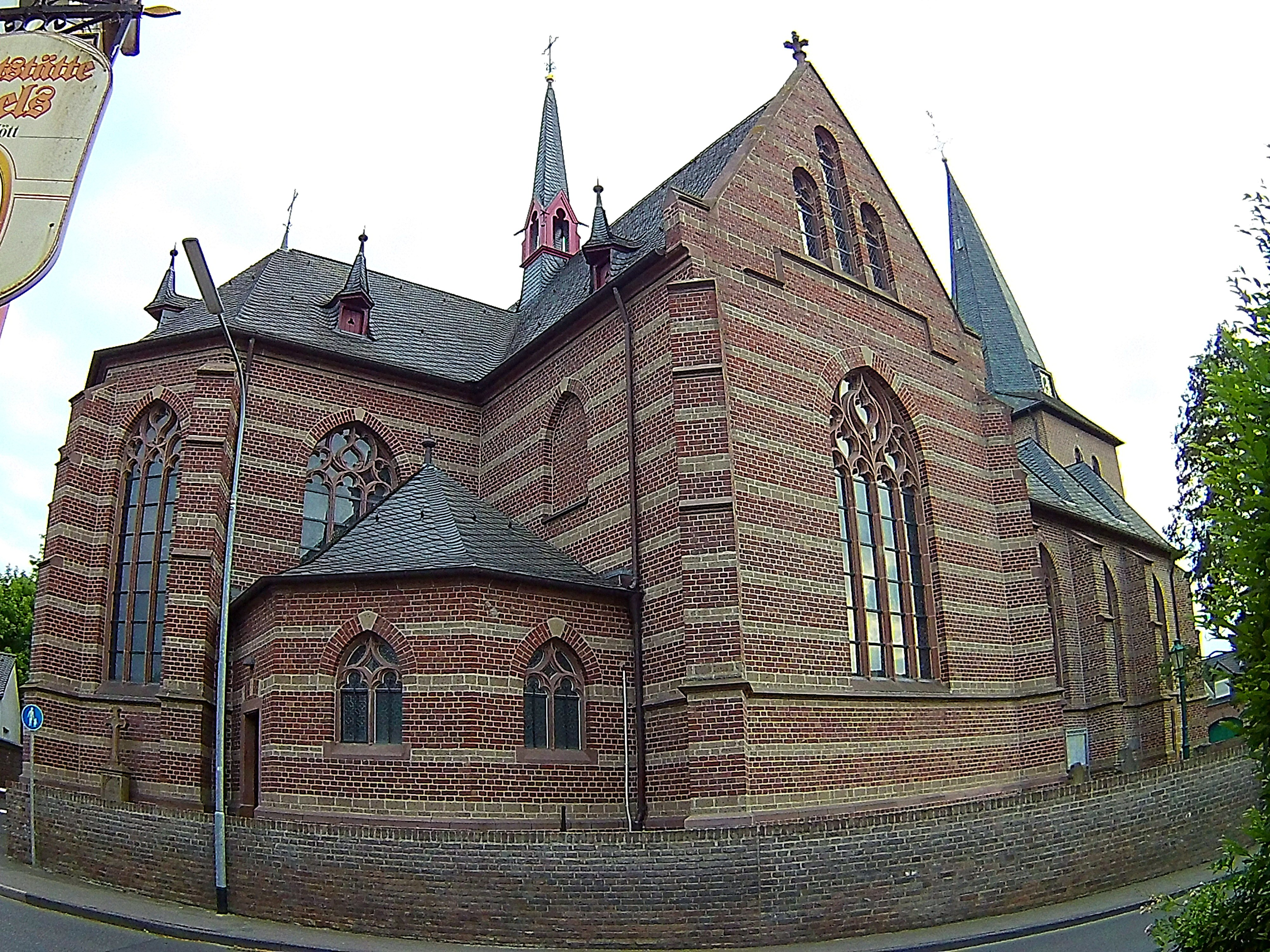
St. Michael (Nordwestseite)

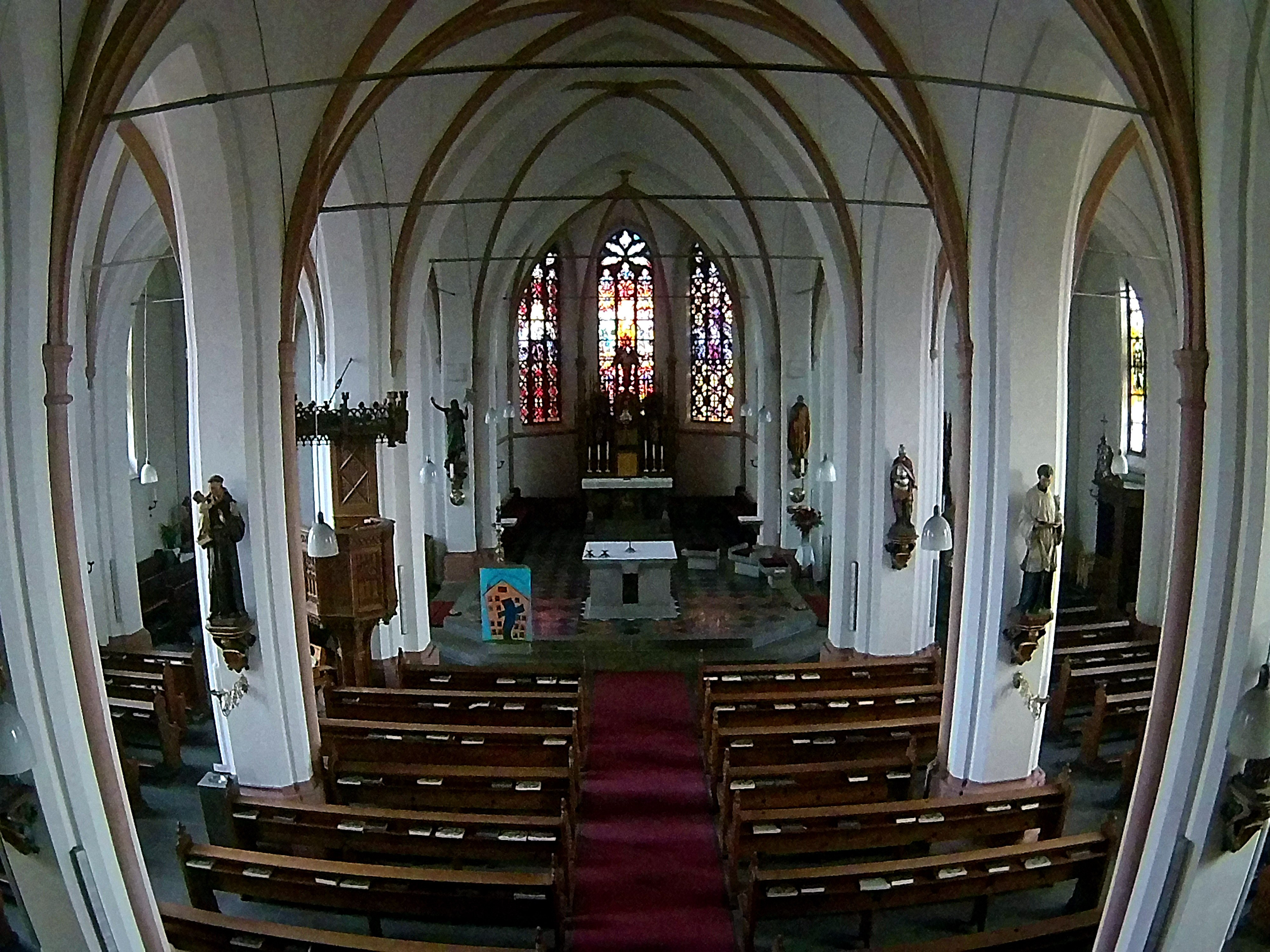
St. Michael (Innenansicht)

Die katholische Pfarrkirche St. Michael ist ein denkmalgeschütztes Kirchengebäude in Berrendorf, einem Ortsteil von Elsdorf im Rhein-Erft-Kreis (Nordrhein-Westfalen).
Zur Pfarre gehören noch die Filialen Giesendorf und Grouven.

## Geschichte

### Allgemeines
Erstmals wurde 1274 in Berrendorf eine Kapelle urkundlich erwähnt. In der zweiten Hälfte des 16. Jahrhunderts wurde der Ort zur Pfarrei erhoben und die Kapelle zu einer Pfarrkirche. Zuvor war Berrendorf eine Filiale der Pfarre Paffendorf. Im Liber valoris aus der Zeit um 1300 wurde für Berrendorf ebenfalls eine Kapelle aufgeführt. Neben den Filialen Giesendorf und Grouven mit der Brigidakapelle zählte bis nach 1899 noch Etzweiler mit der Filialkirche St. Hubertus zur Pfarre, bis der Ort zur eigenständigen Pfarrgemeinde erhoben wurde.

### Kirchengebäude
Das erste Gotteshaus in Berrendorf war vermutlich eine romanische Saalkirche. 1467 wurde der noch heute erhaltene Glockenturm aufgestockt. Das Untergeschoss wurde um 1300 errichtet. 1524 wurde das Kirchenschiff, über das weiter nichts bekannt ist, abgebrochen. An gleicher Stelle wurde zwischen 1524 und 1578 ein spätgotischer Neubau unter Beibehaltung des Turmes errichtet. Zwischen 1891 und 1895 wurde das Gotteshaus mit Ausnahme des Chores grundlegend renoviert und gesichert. Um das Jahr 1900 wurde die Kirche für die angewachsene Bevölkerungszahl Berrendorfs zu klein und ein Erweiterungsbau wurde geplant. Um 1903 wurden Chor und Sakristei niedergelegt und an gleicher Stelle ein neugotisches Querhaus mit neuem Chor errichtet. Links und rechts des Chores wurde jeweils eine Sakristei angebaut. Durch diesen Umbau erhielt die Pfarrkirche ihr heutiges Erscheinungsbild.
Zwischen 2007 und 2011 wurde das Gotteshaus grundlegend restauriert, da vor allem an den Kreuzrippengewölben starke Schäden aufgetreten waren. Am 17. April 2011 konnte die Kirche in einem Gottesdienst wiedereröffnet werden.

## Architektur
St. Michael ist eine dreischiffige Hallenkirche mit Querhaus und steht auf einem ummauerten Friedhof. Sie schließt im Osten mit einem polygonalen Chor, der Westturm aus Backstein unter steiler Schieferpyramide aus dem 15. Jahrhundert wurde vorgesetzt. Die drei westlichen Joche aus Backstein mit Tuffbändern stammen von einem von 1524 bis 1578 erbauten Langhaus. Die Walmdächer über den Seitenschiffjochen sind quergestellt. Die Wände sind durch dreibahnige Maßwerkfenster gegliedert.

## Ausstattung
Bis zum Umbau 1903 besaß St. Michael einen barocken Hochaltar mit einer Figur des hl. Erzengels Michael, einen ebenfalls barocken Beichtstuhl und ein Taufbecken aus der Zeit um 1300. Diese Ausstattungsstücke wurden jedoch im Zuge der Kirchenerweiterung entfernt und zerstört. Lediglich die Michaelsfigur und eine Matthiasfigur, ebenfalls barock, sind von der historischen Ausstattung erhalten geblieben. Die heutige Kirchenausstattung stammt in großen Teilen aus den 1900er bzw. 1910er Jahren. Davon zu erwähnen sind der reich geschnitzte neugotische Hochaltar und zwei dazugehörige Nebenaltäre im Querschiff, sowie die hölzerne Kanzel, welche mit neugotischen Ornamenten verziert ist. Der Volksaltar und der Ambo sind in Stein gehauen und wurden in der zweiten Hälfte des 20. Jahrhunderts geschaffen.

## Glocken
| Nr. | Name     | Durchmesser (mm) | Masse (kg, ca.) | Schlagton (HT-1/16) | Gießer                                              | Gussjahr |
| 1   | Michael  | 1.130            | 950             | fis′ -3             | Jakob van Venrath                                   | 1477     |
| 2   | –        | 1.062            | 800             | g″ -3               | Jakob van Venrath                                   | 1477     |
| 3   | Matthias | 910              | 450             | a′ -4               | Hans Hüersker, Fa. Petit & Gebr. Edelbrock, Gescher | 1958     |
| 4   | Josef    | 810              | 330             | h′ -3               | Hans Hüesker, Fa. Petit & Gebr. Edelbrock, Gescher  | 1958     |
| 5   | Maria    | 590              | 120             | e″ -3               | Hans Hüesker, Fa. Petit & Gebr. Edelbrock, Gescher  | 1947     |

Motiv: „Deinem Heiland, deinem Lehrer“